# Административна подела Пакистана
Пакистан је федерација од 4 провинције, територије главног града и Племенских подручја по федералном управом. Пакистан врши фактичку власт над спорним западним деловима региона Кашмир, који су организовани као два посебна политичка ентитета (Азад Кашмир и Северна подручја). Провинције се деле на укупно 107 дистриката. Племенска подручја обухватају седам племенских управних подручја и шест мањих граничних региона.

## Локална власт
Провинције Пакистана су подељене у зиле (дистрикте ). Има 105 зила. Зиле се даље деле на техсиле (општине). Има преко 5.000 локалних управа у Пакистану. Од 2001. локална власт се бира на демократским изборима. Локалну власт предводи Назим (што значи надзорник на урду језику). Жене по закону морају добити минимално 33% места у локалним скупштинама.

## Историја
Током 1960—их Пакистан је био подељен на два дела: Источни Пакистан и Западни Пакистан. Источни Пакистан је постао независтан под називом Бангладеш. Западни Пакистан је тада извршио поделу на 4 провинције. Те провинције су се састојале од једне административне подјединице која је већа од дистрикта, а мања од провинције. Председник Первез Мушараф је 2000. укинуо такав систем и успоставио садашњу административну поделу. Те 2000. по први пут су успостављене скупштине најмањих јединица техсила (општина) и спроведени су први избори за те скупштине. Тиме је извршена децентрализација, по којој су многе функције провинцијских влада прешле на нижи административни ниво.

## Провинције и територије
Провинције:
1. Белуџистан
2. Хајбер-Пахтунва (ранији назив: Северозападна гранична провинција)
3. Панџаб
4. Синд

Територије:
1. Територија Исламабада
2. Племенска подручја под федералном управом

Делови Кашмира под пакистанском управом:
1. Азад Кашмир
2. Гилгит-Балтистан (ранији назив: Северна подручја)